# Sperryville (Virginia)
Sperryville es un lugar designado por el censo situado en el condado de Rappahannock, Virginia  (Estados Unidos). Según el censo de 2010 tenía una población de 342 habitantes.

## Demografía
Según el censo de 2010, Sperryville tenía una población en la que el 93,6% eran blancos; el 5,3% afroamericanos; el 0,3% eran indios americanos y nativos de Alaska; el 0,3% eran asiáticos; el 0,0% hawaianos y otros isleños del Pacífico; el 0,0% de otra raza, y el 0,6% a partir de dos o más razas. El 4,1% del total de la población eran hispanos o latinos de cualquier raza.